# 肯尼·安东尼

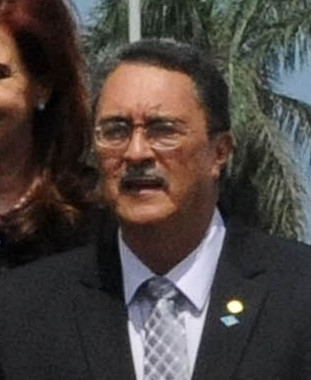

肯尼·安东尼（英語：Kenneth "Kenny" Davis Anthony，1951年1月8日—），畢業于西印度大學和英國伯明翰大學，法律博士，在英獲律師資格。曾在西印度大學特立尼達和多巴哥分校執教。曾任教育部長、加共體秘書處首席律師。圣卢西亚总理兼财政和国际金融服务、经济事务和信息部长。1997年5月出任圣卢西亚总理，2002年连任，在第一次就任总理期间，圣卢西亚与中華民國断交，转而与中华人民共和国建交。2011年到2016年再次出任总理。
安東尼曾於2015年訪問臺灣，並於輔仁大學進行演講、訪視聖露西亞在台學生。